# Hamza-Bey-Moschee

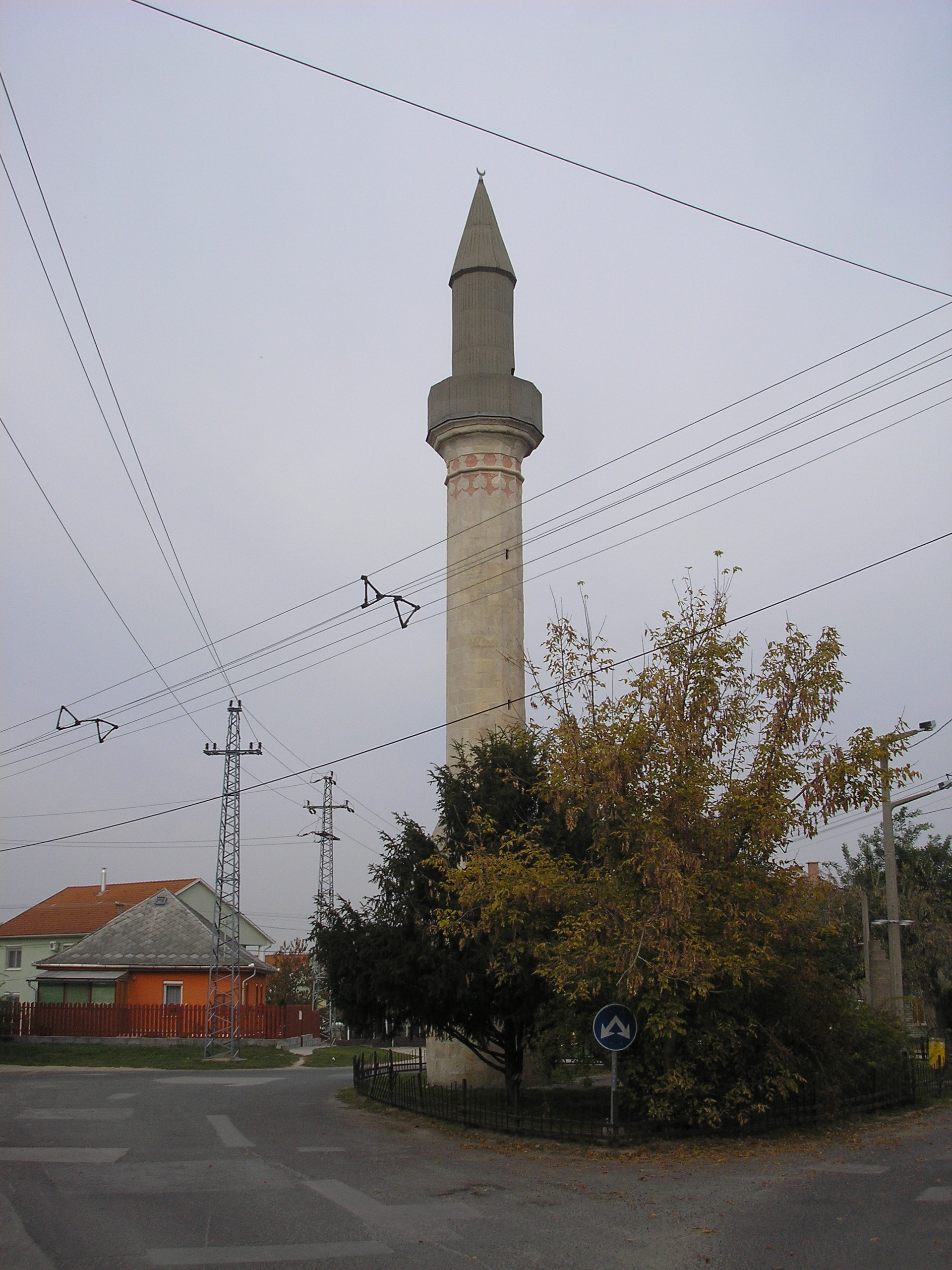
Minarett der Hamza-Bey-Moschee

Die Hamza-Bey-Moschee war eine Moschee im alten Ortskern „Ófalu“ in Érd. Von dieser Moschee sind heute nur noch das 23 m hohe Minarett, eines von heute nur drei in Ungarn, und die Mihrab erhalten.

## Geschichte
Die Moschee wurde im 17. Jahrhundert anstelle eines Forts aus dem 16. Jahrhundert durch den Bey von Székesfehérvár Hamza Bey errichtet. Érd selbst war damals unter dem Namen Hamzabég bekannt.

## Museum
Das Minarett ist heute Wahrzeichen von Érd und kann über eine enge Wendeltreppe bestiegen werden. Der Balkon bietet bis zu 5 Personen Platz und ermöglicht einen Blick über die Altstadt.